# Макнейр, Александр
Александр Макнейр (англ. Alexander McNair; (5 мая 1775 — 18 марта 1826) — американский военный и политик ирландско-шотландского происхождения, один из первых поселенцев на территории Миссури, первый губернатор штата Миссури (1820-1824)

## Происхождение и ранние годы
Макнейр был потомком шотландского рода Макнейров из Дерри. Его дед Дэвид Макнейр родился в Ирландии в графстве Донегол, в 1733 году переехал в Америку и поселился в Пенсильвании, в округе Ланкастер. Он умер до 1752 года, и его сыном был Александр Макнейр, который родился ещё в Ирландии в 1730 году. Он умер около Питтсберга в конце века, и от дочери Роберта Даннинга у него было несколько детей, в их числе Александр Макнейр Младший, который родился в тауншипе Дерри в округе Ланкастер. Он получил английские и классическое образование у учителя Хатчинсона, потом поступил в Филадельфийский колледж, но уже через год его отец умер и Макнейр был вынужден вернуться на фамильную ферму. Вскоре умерла и его мать, оставив Макнейра с братом Даннингом. Братья решили решить судьбу наследства поединком, по исходу которого победитель получает всё. Макнейр проиграл поединок, что, по его словам, и сделало его впоследствии губернатором Миссури.
В 1794 году, во время Восстания из-за виски, Макнейр служил в ополчении округа Ланкастер. В 1799 году пенсильванский сенатор Уильям Маклей помог ему стать лейтенантом армии США. В 1803 году США выкупили у Франции луизиану, а уже в 1804 году Макнейр переселился на новую территорию. В 1805 году он женился на Сюзан Маргарет де Риль (1787 года рождения), уроженке Сент-Луиса и внучке доктора Кэмпа, участника экспедиции Льюиса и Кларка. Когда в 1812 году началась война с Англией, Макнейр стал полковником миссурийского ополчения.
6 марта 1820 года Конгресс США разрешил территории Миссури создать свою конституцию. В июне открылся конституционный конвент, который создал Первую конституцию Миссури. 19 июля она была принята конвентом, а на 28 августа были назначены выборы должностных лиц. Предстояло выбрать губернатора, вице-губернатора, конгрессменов и легислатуру. В Миссури ещё не сформировалось политических партий, но общество раскололось на две группировки: французскую политическую элиту и их союзников (так наз. "маленькая Хунта"), и на оппозицию, которая состояла в основном из новых переселенцев. Различие заключалось главным образом в их земельной политике. Макнейр относился к "хунте", но с 1818 по 1820 года он служил в земельном агентстве,  чем заслужил симпатии переселенцев, но и нажил врагов среди земельных спекулянтов. Его выдвинули кандидатом в губернаторы, а он начал активную предвыборную кампанию, главным образом в сельской местности. Его соперником был Уильям Кларк, но из-за болезни жены он уехал в Вирджинию. Кроме того, прежде он заведовал отношениями с индейцами и вёл бела так, что многие миссурийцы остались недовольны. Всего на губернаторских выборах 1820 года было подано 9132 голоса, из них 6 576 за Макнейра и 2 556 за Кларка.

## Губернатор Миссури
Когда Макнейр был выбран губернатором, вопрос о принятии Мисссури в Союз всё ещё затягивался, но легислатура и правительство штата приступили к работе сразу же после выборов. Легислатура собралась на свою первую сессию в Сент-Луисе 18 сентября, а на следующий день прошла инаугурацию губернатора.